# Luigi Ferdinando di Borbone-Francia
Luigi di Francia (Versailles, 4 settembre 1729 – Fontainebleau, 20 dicembre 1765) è stato il primo figlio maschio del re Luigi XV di Francia e di sua moglie, la regina Maria Leszczyńska. Figlio del Re, Luigi fu definito Fils de France. Come erede legittimo, diventò Delfino di Francia, tuttavia, morì prima di salire al trono. Tre dei suoi figli maschi diventarono re di Francia: Luigi XVI, Luigi XVIII e Carlo X.

## Biografia

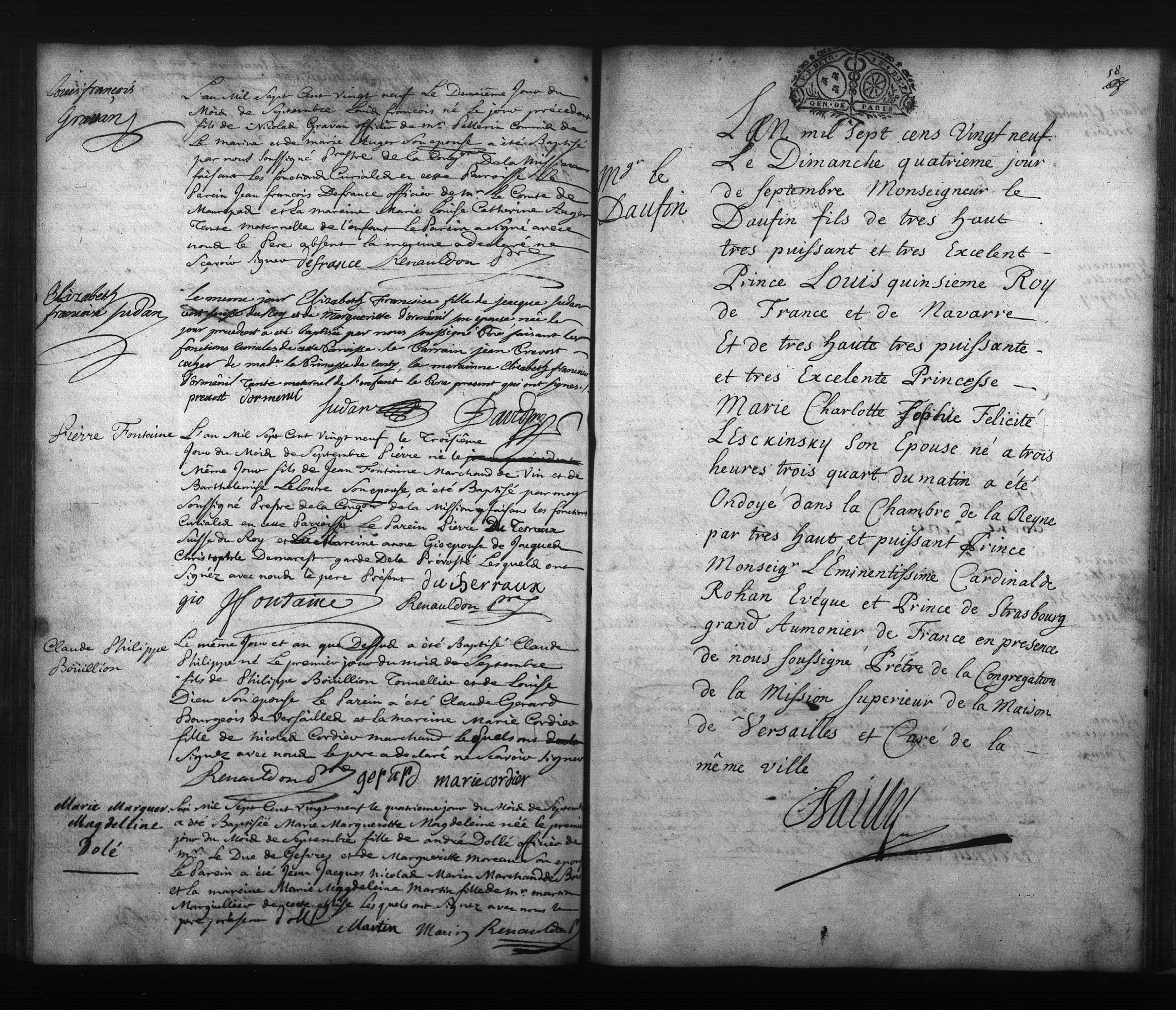
Certificato di nascita del battesimo di Luigi.

### Infanzia ed educazione
Luigi nacque al palazzo di Versailles. La nascita di un erede al trono era attesa dopo i numerosissimi decessi nella famiglia reale francese nel decennio del 1710 (vedi Luigi XV di Francia). Quando la terza gravidanza di Maria Leszczyńska si concluse con la nascita del figlio nel 1729, ci fu tripudio popolare. In tutte le maggiori città della Francia ci furono numerose celebrazioni con fuochi artificiali, tramandate con incisioni.
Anche a Roma e in altre corti europee ci furono celebrazioni, dal momento che la nascita di Luigi assicurava la successione francese. Come legittimo erede al trono di Francia, gli fu dato il tradizionale titolo di delfino di Francia.

Secondo l'usanza della famiglia reale francese, Luigi fu battezzato privatamente e senza nome dal cardinale Armand de Rohan. Il 27 aprile 1737, quando ebbe sette anni, ebbe luogo la cerimonia pubblica dell'altro rito battesimale. Fu a quel punto che gli fu dato il nome di Luigi Ferdinando. I suoi padrini furono Luigi, duca d'Orléans e la duchessa madre di Borbone, vedova di Luigi III, principe di Condé.

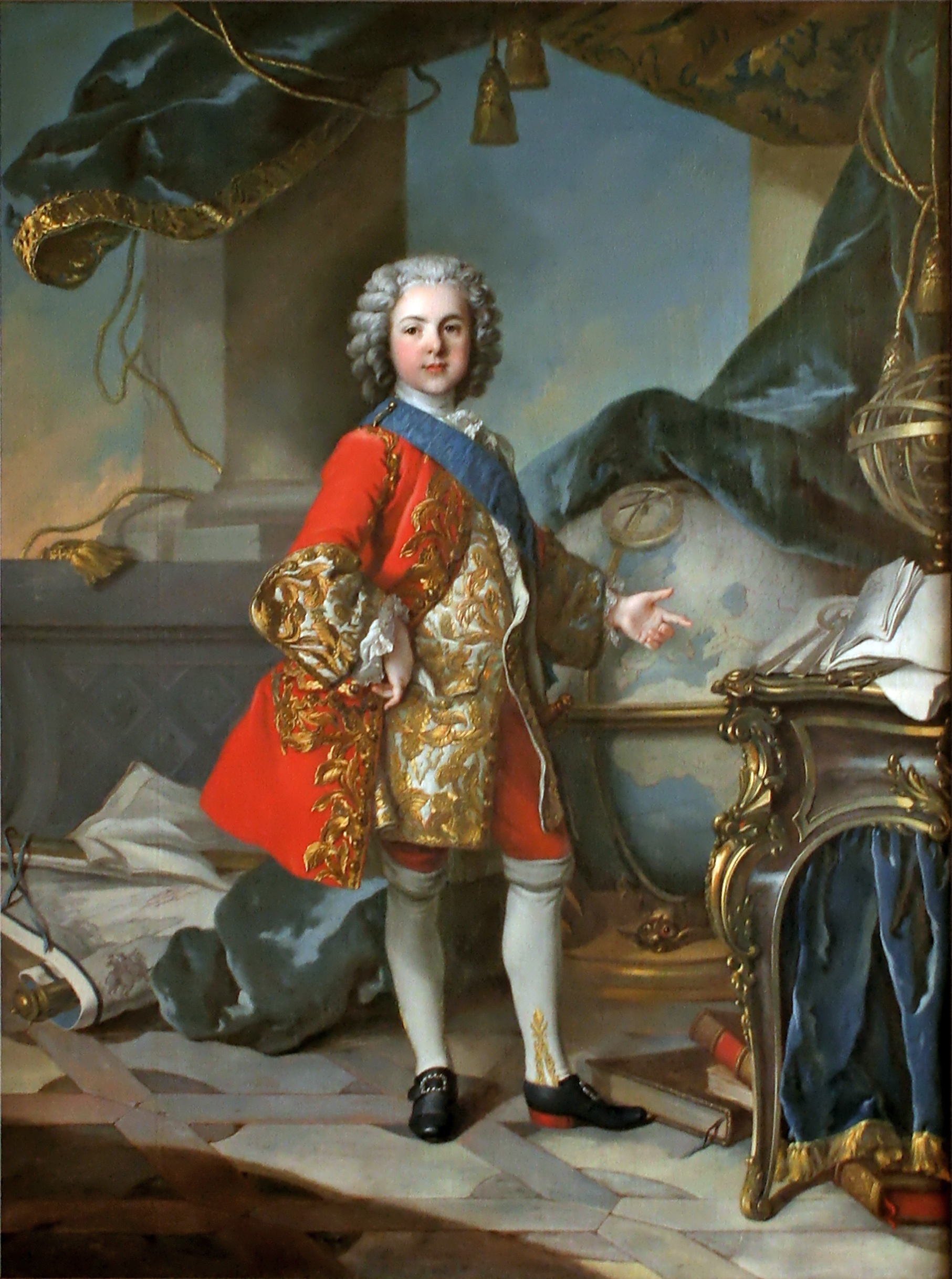
Luigi a 9 anni, in uno studio con un globo e un trattato di fortificazione, di Louis Tocqué.

La governante di Luigi fu Madame de Ventadour, che aveva precedentemente servito come governante di suo padre. Quando ebbe sette anni, il duca di Châtillon fu nominato suo tutore, il conte de Muy fu nominato sotto-tutore, e Jean-François Boyer, in precedenza vescovo di Mirepoix, fu nominato precettore.
Fin dalla tenera età Luigi acquisì un grande interesse per le arti militari. Fu amaramente deluso quando suo padre non gli permise di unirsi nel 1744 alla campagna per la guerra di successione austriaca. Quando suo padre si ammalò di febbre mortale a Metz, Luigi disobbedì agli ordini e andò al suo capezzale. Questa azione avventata, che avrebbe potuto causare la morte sia di Luigi sia di suo padre, determinò un cambiamento permanente nei rapporti tra padre e figlio. Fino ad allora, Luigi XV aveva straveduto per suo figlio, ma poi il rapporto fu più distante. Fu molto legato alle sue tre sorelle maggiori.

### Matrimoni

#### Maria Teresa Raffaella di Spagna

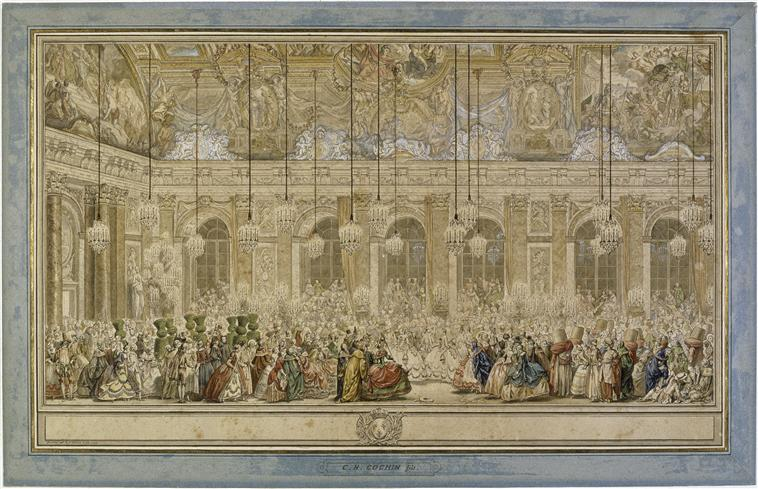
Ballo in maschera a Versailles per le nozze di Luigi, delfino di Francia, e Maria Teresa Raffaella di Spagna, 1745.

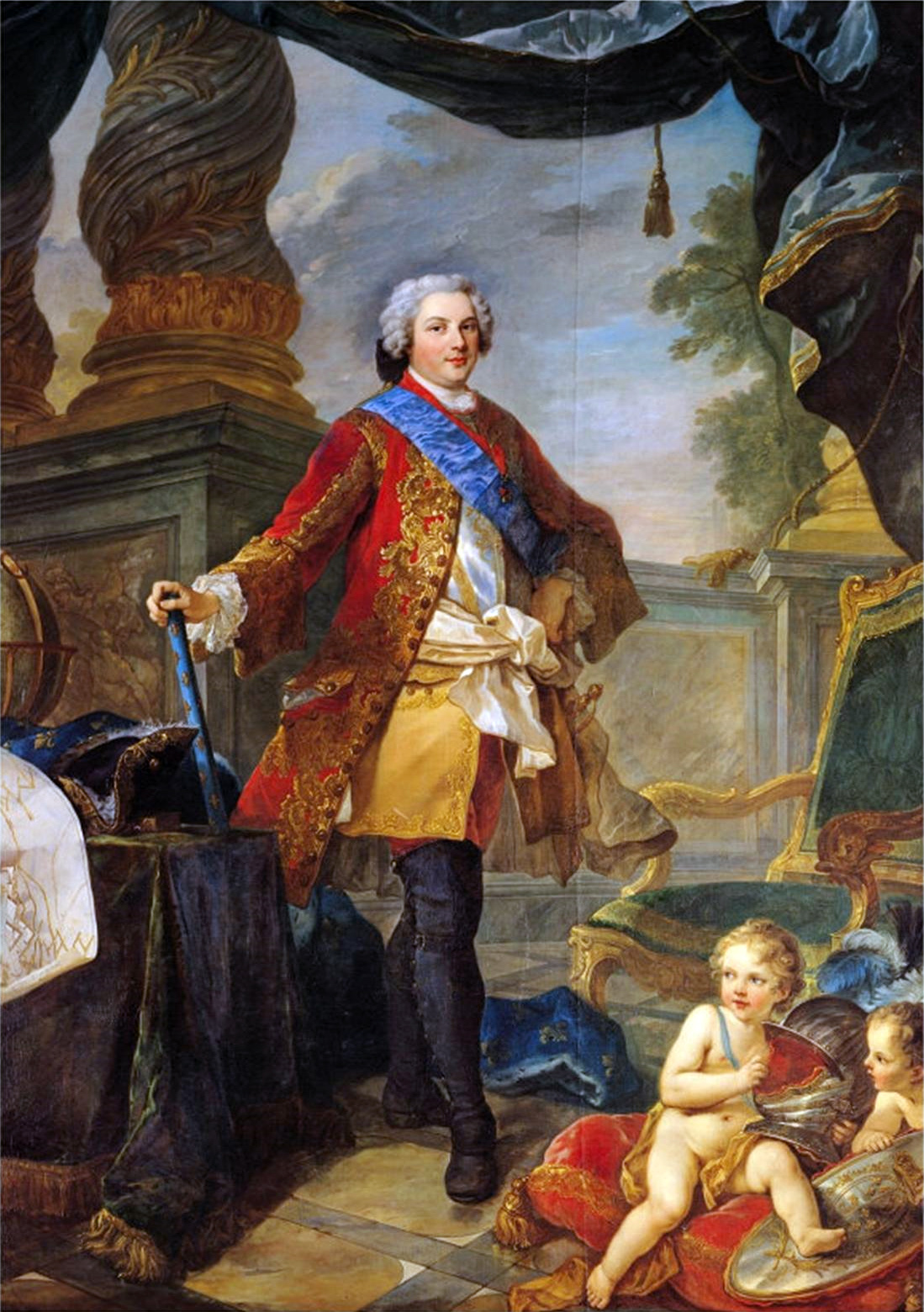
Luigi, Delfino di Francia, nel 1747.

Nel 1744, Luigi XV negoziò un matrimonio tra il figlio quindicenne e la diciannovenne infanta Maria Teresa Raffaella di Spagna, figlia del re Filippo V di Spagna e della moglie italiana, Elisabetta Farnese, e cugina di primo grado di Luigi XV. Il contratto matrimoniale fu firmato il 13 dicembre 1744, officiato per procura a Madrid il 18 dicembre 1744 e in persona a Versailles il 23 febbraio 1745.
Luigi e Maria Teresa Raffaella erano ben assortiti ed ebbero un vero affetto l'uno per l'altro. Ebbero una sola figlia femmina, la principessa  Maria Teresa di Francia.
Tre giorni dopo la nascita della loro figlia, il 22 luglio 1746, la moglie di Luigi morì. Luigi aveva appena sedici anni. Si disperò intensamente per la perdita della moglie, ma la sua responsabilità di provvedere alla successione alla corona di Francia richiedeva che si risposasse rapidamente.
Nel 1746, Luigi ricevette l'Ordine del Toson d'oro da suo suocero, il re Filippo V di Spagna.

#### Maria Giuseppina di Sassonia
Il 10 gennaio 1747, Luigi sposò per procura a Dresda la principessa Maria Giuseppina di Sassonia, figlia minore quindicenne di Federico Augusto II, principe elettore di Sassonia e re di Polonia, e di sua moglie, l'arciduchessa Maria Giuseppa d'Austria. Una seconda cerimonia matrimoniale ebbe luogo di persona a Versailles il 9 febbraio 1747.

### Personalità

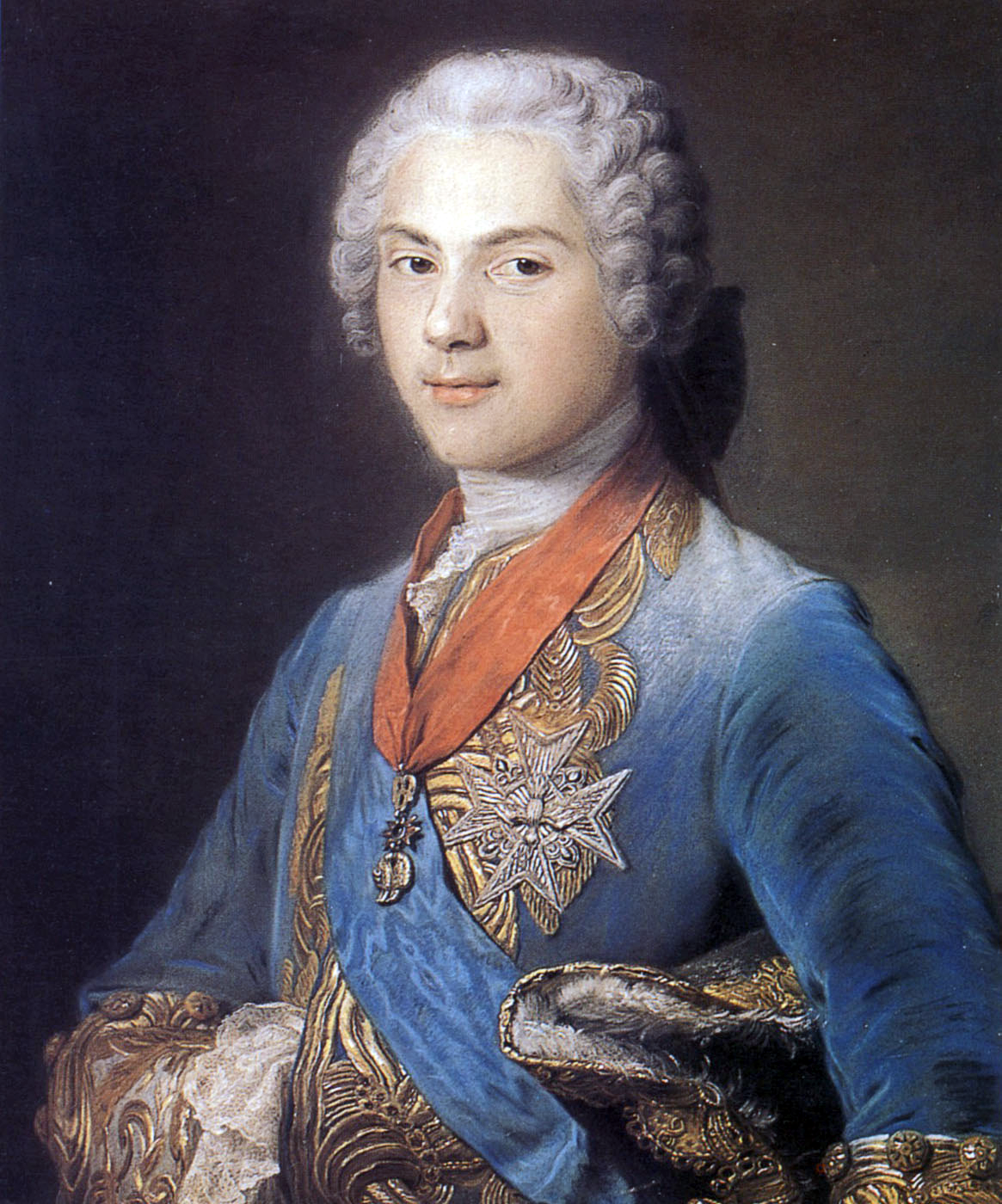
Il delfino Luigi a sedici anni ritratto da Maurice Quentin de La Tour

Luigi era piuttosto corpulento. Uomo istruito, coltivava e amava la musica, preferiva il piacere della conversazione a quello della caccia, delle danze e degli spettacoli. Con un acuto senso di moralità, rivolto in maggior parte verso sua moglie Maria Giuseppina, era un fervente sostenitore dei gesuiti, come del resto erano cattolicissime sia sua madre sia sua sorella, e fu portato a venerare il Sacro Cuore sulla scia di queste. Appariva agli occhi della sorella come l'ideale del principe cristiano, in netto contrasto con suo padre Luigi XV, che compromise la sua moralità dopo il 1740.

### Vita successiva e morte

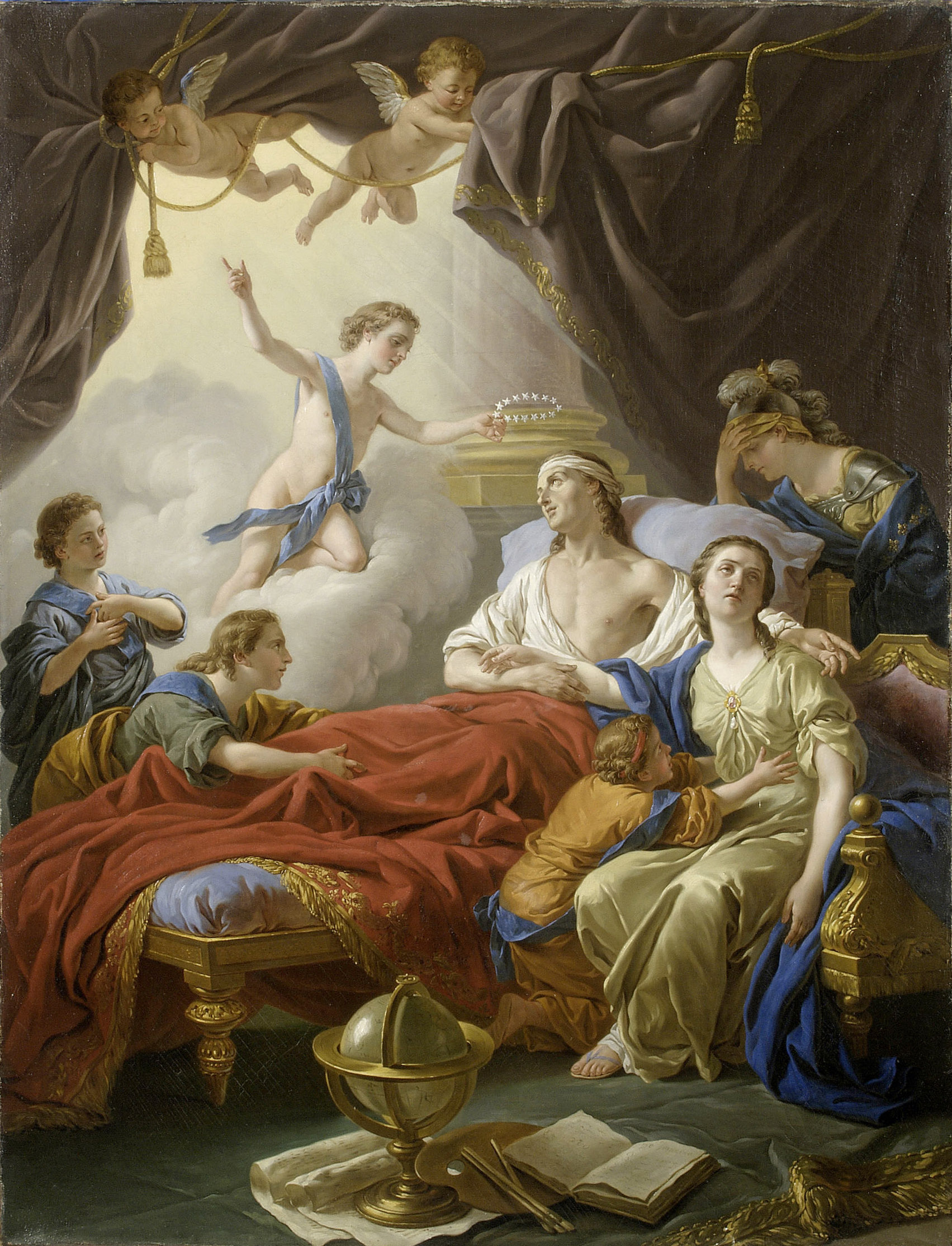
Allegoria della morte del Delfino di Louis-Jean-François Lagrenée, 1765.

Tenuto lontano dagli affari di governo di suo padre, il delfino Luigi era a capo del Dévots, da cui sperava di poter ottenere potere nella successione al trono.
Luigi morì di tubercolosi a Fontainebleau nel 1765, all'età di 36 anni, mentre suo padre era ancora in vita, e così non divenne mai re di Francia. Anche sua madre Maria e il nonno materno Stanislao Leszczyński erano ancora vivi. Il suo secondo figlio maschio, Luigi Augusto, duca di Berry, divenuto il nuovo delfino dopo la morte, nel 1761, del fratello maggiore Luigi Giuseppe Saverio (Luigi di Borbone-Francia), duca di Borgogna, salì al trono con il nome di Luigi XVI alla morte di Luigi XV.

## Discendenza
Da Maria Teresa Raffaella di Spagna:
- Maria Teresa di Francia (19 luglio 1746 - 27 aprile 1748)

Da Maria Giuseppina di Sassonia:
- Maria Zefirina di Francia (26 agosto 1750 - 2 settembre 1755)
- Luigi Giuseppe di Francia, duca di Borgogna (13 settembre 1751 - 22 marzo 1761)
- Saverio di Francia, duca di Aquitania (8 settembre 1753 - 22 febbraio 1754)
- Luigi XVI di Francia (23 agosto 1754 - 21 gennaio 1793), sposò l'arciduchessa Maria Antonia d'Austria ed ebbe figli; ghigliottinato
- Luigi XVIII di Francia (17 novembre 1755 - 16 settembre 1824), sposò la principessa Maria Giuseppina di Savoia, senza figli
- Carlo X di Francia (9 ottobre 1757 - 6 novembre 1836), sposò la principessa Maria Teresa di Savoia ed ebbe figli
- Maria Clotilde di Francia (23 settembre 1759 - 7 marzo 1802), sposò il re Carlo Emanuele IV di Sardegna
- Elisabetta di Francia (3 maggio 1764 - 10 maggio 1794), conosciuta come Madame Elisabetta, nubile; ghigliottinata

Maria Giuseppina ebbe anche dei figli nati morti: dei maschi nel 1748, 1749 e 1756, e una femmina nel 1752. Abortì anche un figlio maschio nel 1762.

## Ascendenza
|                             |                         |                                         | Genitori                               |  |  | Nonni |  |  | Bisnonni               |  |  | Trisnonni            |  |
|                             |                         |                                         |                                        |  |  |       |  |  | Luigi, il Gran Delfino |  |  | Luigi XIV di Francia |  |
|                             |                         |                                         |                                        |  |  |       |  |  | Luigi, il Gran Delfino |  |  | Luigi XIV di Francia |  |
|                             |                         | Infanta Maria Teresa                    |                                        |  |  |       |  |  | Luigi, il Gran Delfino |  |  |                      |  |
| Luigi, duca di Borgogna     |                         |                                         |                                        |  |  |       |  |  | Luigi, il Gran Delfino |  |  |                      |  |
|                             |                         | Duchessa Maria Anna Vittoria di Baviera | Ferdinando Maria, Elettore di Baviera  |  |  |       |  |  |                        |  |  |                      |  |
|                             |                         | Duchessa Maria Anna Vittoria di Baviera | Ferdinando Maria, Elettore di Baviera  |  |  |       |  |  |                        |  |  |                      |  |
|                             |                         | Duchessa Maria Anna Vittoria di Baviera | Enrichetta Adelaide di Savoia          |  |  |       |  |  |                        |  |  |                      |  |
| Luigi XV di Francia         |                         | Duchessa Maria Anna Vittoria di Baviera |                                        |  |  |       |  |  |                        |  |  |                      |  |
|                             |                         | Vittorio Amedeo II di Sardegna          | Carlo Emanuele II, Duca di Savoia      |  |  |       |  |  |                        |  |  |                      |  |
|                             |                         | Vittorio Amedeo II di Sardegna          | Carlo Emanuele II, Duca di Savoia      |  |  |       |  |  |                        |  |  |                      |  |
|                             |                         | Vittorio Amedeo II di Sardegna          | Maria Giovanna Battista di Savoia      |  |  |       |  |  |                        |  |  |                      |  |
| Maria Adelaide di Savoia    |                         | Vittorio Amedeo II di Sardegna          |                                        |  |  |       |  |  |                        |  |  |                      |  |
|                             |                         | Anna Maria d'Orléans                    | Filippo di Francia, duca d'Orléans     |  |  |       |  |  |                        |  |  |                      |  |
|                             |                         | Anna Maria d'Orléans                    | Filippo di Francia, duca d'Orléans     |  |  |       |  |  |                        |  |  |                      |  |
|                             |                         | Anna Maria d'Orléans                    | Principessa Enrichetta d'Inghilterra   |  |  |       |  |  |                        |  |  |                      |  |
| Luigi di Borbone-Francia    |                         | Anna Maria d'Orléans                    |                                        |  |  |       |  |  |                        |  |  |                      |  |
|                             | Conte Rafał Leszczyński | Conte Bogusław Leszczyński              |                                        |  |  |       |  |  |                        |  |  |                      |  |
|                             | Conte Rafał Leszczyński | Conte Bogusław Leszczyński              |                                        |  |  |       |  |  |                        |  |  |                      |  |
|                             | Conte Rafał Leszczyński | Contessa Anna von Dönhoff               |                                        |  |  |       |  |  |                        |  |  |                      |  |
| Stanislao I di Polonia      | Conte Rafał Leszczyński |                                         |                                        |  |  |       |  |  |                        |  |  |                      |  |
|                             |                         | Principessa Anna Jablonowska            | Principe Stanisław Jan Jabłonowski     |  |  |       |  |  |                        |  |  |                      |  |
|                             |                         | Principessa Anna Jablonowska            | Principe Stanisław Jan Jabłonowski     |  |  |       |  |  |                        |  |  |                      |  |
|                             |                         | Principessa Anna Jablonowska            | Contessa Marianna Kazanowska           |  |  |       |  |  |                        |  |  |                      |  |
| Maria Leszczyńska           |                         | Principessa Anna Jablonowska            |                                        |  |  |       |  |  |                        |  |  |                      |  |
|                             |                         | Conte Jan Karol Opalinski               | Conte Krzysztof Opaliński              |  |  |       |  |  |                        |  |  |                      |  |
|                             |                         | Conte Jan Karol Opalinski               | Conte Krzysztof Opaliński              |  |  |       |  |  |                        |  |  |                      |  |
|                             |                         | Conte Jan Karol Opalinski               | Contessa Teresa Konstancya Czarnkowska |  |  |       |  |  |                        |  |  |                      |  |
| Contessa Caterina Opalińska |                         | Conte Jan Karol Opalinski               |                                        |  |  |       |  |  |                        |  |  |                      |  |
|                             |                         | Contessa Zofia Czarnkowska              | Conte Adam-Uryel Czarnkowski           |  |  |       |  |  |                        |  |  |                      |  |
|                             |                         | Contessa Zofia Czarnkowska              | Conte Adam-Uryel Czarnkowski           |  |  |       |  |  |                        |  |  |                      |  |
|                             |                         | Contessa Zofia Czarnkowska              | Contessa Teresa Zaleska                |  |  |       |  |  |                        |  |  |                      |  |
|                             |                         | Contessa Zofia Czarnkowska              |                                        |  |  |       |  |  |                        |  |  |                      |  |